# Canopic
Le Canopic est un paquebot britannique de la White Star Line. Construit dans les chantiers Harland & Wolff de Belfast, il est mis en service en 1900 pour le compte de la Dominion Line sous le nom de Commonwealth. Sous cette identité, il commence par servir entre Liverpool et Boston, avant d'être déplacé sur la ligne entre les ports méditerranéens et les États-Unis. Ce service est cependant de courte durée, la compagnie entrant au sein de l'International Mercantile Marine Co. où elle se retrouve dans l'ombre de la White Star Line, qui acquiert la ligne de Boston et quatre navires.
Le Commonwealth, au nombre de ces navires, devient ainsi le Canopic à la fin 1903, et entre en service sous ses nouvelles couleurs dès l'année suivante. Pour les dix années suivantes, le navire reste sur la ligne méditerranéenne, profitant d'un important flux d'immigrants italiens. La Première Guerre mondiale n'altère pas son service, dans un premier temps. Ce n'est qu'en 1917 que le navire commence à participer au transport de troupes, et est notamment chargé de rapatrier les soldats américains venus sur le front.
Après le conflit, le Canopic reprend du service sur sa ligne méditerranéenne, jusqu'à l'arrivée de l'Arabic en 1921. Il est alors transféré sur la ligne entre l'Allemagne et le Canada, désertée par les compagnies allemandes à la suite de leurs pertes dans la guerre. Dès 1924, cependant, celles-ci reprennent des forces, et le Canopic ne sert plus que de navire d'appoint, avant d'être vendu et démoli en 1925.

## Histoire

### Construction et mise en service

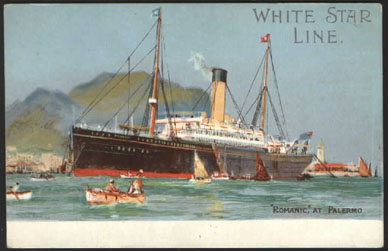
Le Romanic est un des paquebots acquis par la White Star Line auprès de la Dominion en 1903, avec le Canopic.

Le Commonwealth est construit par les chantiers navals Harland & Wolff pour la Dominion Line, compagnie desservant principalement le Canada et le port de Boston. Navire de taille modeste, il est lancé le 31 mai 1900. L'achèvement du navire se poursuit ensuite rapidement, et le paquebot est mis en service le 4 octobre 1900, pour une traversée entre Liverpool et Boston. Il est alors envisagé de lui faire assurer le service sur cette ligne.
Il s'avère rapidement que le navire est trop grand pour assurer de façon rentable le service d'hiver sur cette ligne, et il est déplacé le 16 novembre 1901 sur la ligne de Boston—Naples—Gênes. Dès le mois d'avril 1902, il revient sur la ligne de Liverpool, et y reste jusqu'à la fin 1903.
Au cours de l'année 1902, la Dominion Line est acquise par le trust de John Pierpont Morgan, l'International Mercantile Marine Co. Y est également intégrée la White Star Line, qui en devient la pièce la plus emblématique et la plus puissante. Il est donc décidé de lui céder le service de la ligne de Boston, et les navires associés. C'est ainsi qu'à la fin de l'année 1903, la Dominion se sépare des paquebots New England, Mayflower, Columbus et Commonwealth, qui deviennent le Romanic, le Cretic, le Republic et le Canopic.

### Au service de la White Star Line

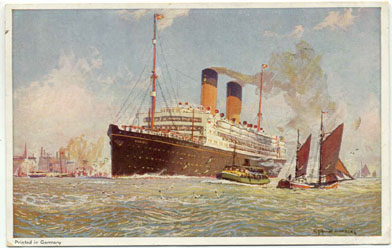
L'Arabic remplace le Canopic sur la ligne méditerranéenne en 1921.

Le 14 janvier 1904, le Canopic effectue sa première traversée sous les couleurs de la White Star Line, entre Liverpool et Boston. Cependant, il est aussitôt déplacé sur la ligne de Naples et Gênes, où il est jugé plus utile. Un important flux de migrants part en effet d'Italie et de Sicile vers les États-Unis. Sur cette ligne, le navire est assisté par le Romanic, le Cretic et occasionnellement le Republic (jusqu'à son naufrage en 1909), et connait un bon succès. Durant une décennie, ce service ne connaît guère de problèmes majeurs, à part un incendie dans les cales, en 1910, rapidement maîtrisé par l'équipage. La concurrence sur la ligne, de la part des compagnies italiennes, se fait de plus en plus pressant, à tel point que le Romanic est vendu en 1912, laissant le Cretic et le Canopic seuls sur la ligne.
Lorsque survient la  Première Guerre mondiale, les deux navires ne sont, dans un premier temps, pas dérangés. En 1915, le Canopic se déplace sur la ligne entre Liverpool et Boston/New York. C'est à partir du 26 mars 1917 et jusqu'au 21 février 1919 qu'il est affrété dans le cadre du Liner Requisition Scheme, ce qui implique un usage pour les opérations de transport de troupes. En 1919, il est utilisé pour rapatrier des soldats américains.
En février 1919, le navire fait son retour sur la ligne méditerranéenne, rapidement rejoint par le Cretic. En octobre 1921, il effectue sa dernière traversée sur cette ligne, avant d'être remplacé par l'Arabic. Après une refonte, il assure, durant l'été 1922, la ligne de Liverpool à Halifax pour le service conjoint de la White Star et de la Dominion Line. Il est ensuite décidé de l'utiliser pour profiter du flux d'immigrants allemands attirés par le nouveau continent, que ne peuvent exploiter les compagnies allemandes privées de leurs navires. En novembre 1922, il inaugure la ligne Brême—Southampton—Halifax—New York, aux côtés du Pittsburgh. Ce service est de courte durée, puisque le 4 mai 1924, le navire effectue sa dernière traversée au départ de l'Allemagne, partant cette fois de Hambourg.
En septembre, le navire fait un seul voyage, à destination de Philadelphie. Il fait ensuite une traversée pour Portland en mars 1925, avant d'être laissé à quai. Vendu en octobre, il est démoli au pays de Galles peu après.

## Caractéristiques
Avec 12 000 tonneaux et 176 mètres sur 18, le Canopic est un paquebot de taille moyenne, pourvu d'une cheminée aux couleurs de sa compagnie (jaune chamois à manchette noire, pour la plus grande partie de sa carrière) et de deux mâts équipés de grues de charge. Le paquebot est propulsé par deux machines à triple expansion construites par les chantiers Harland & Wolff et alimentent ses deux hélices qui lui permettent d'atteindre une vitesse moyenne de 16 nœuds.
À sa mise en service, le navire propose une capacité de 275 passagers de première classe, 232 de deuxième et 770 de troisième. S'y ajoutent six cales permettant de transporter une cargaison non négligeable. À partir de 1921, le navire est refondu pour transporter 524 passagers de classe cabine, et 656 de troisième classe. De façon générale, si ses installations sont peu connues, il semble que le Canopic ait été un navire populaire, notamment en Italie et en Sicile, où il était nettement plus connu qu'en Angleterre.